# ماركو زارور
ماركو زارور (بالإسبانية: Marko Zaror)‏ هو ممثل تشيلي، ولد في 10 يونيو 1978 بسانتياغو في تشيلي. 

## أعمال

### أفلام
- (2010)  الخلاص
- (2013) ماشيتي يقتل
- (2015) 100 سنة
- (2019)  ملاك المعركة[8]

## وصلات خارجية
- ماركو زارور على موقع IMDb (الإنجليزية)
- ماركو زارور على موقع ميتاكريتيك (الإنجليزية)
- ماركو زارور على موقع روتن توميتوز (الإنجليزية)
- ماركو زارور على موقع ألو سيني (الفرنسية)
- ماركو زارور على موقع أول موفي (الإنجليزية)
- ماركو زارور على موقع قاعدة بيانات الفيلم (الإنجليزية)
- ماركو زارور على موقع كينوبويسك (الروسية)